# 브리싱거
브리싱거(Brisingr)는 2008년에 발표된 크리스토퍼 파올리니의 판타지 소설로, 《유산 시리즈》의 세 번째 작품이다.